# ميغيل ريو برانكو
ميغيل ريو برانكو (بالبرتغالية: Miguel Rio Branco‏) هو رسام ومصور وفنان ومخرج برازيلي، ولد في 11 ديسمبر 1946.

## وصلات خارجية
- الموقع الرسمي